# 凯瑟尔斯
凯瑟尔斯是奥地利蒂罗尔州罗伊特县的一个市镇。总面积74.5平方公里，总人口85人，人口密度1.1人/平方公里（2005年）。